# Susana Gisbert Grifo
Susana Gisbert Grifo (Valencia, 1966) es fiscal especializada en violencia de género, exportavoz de la Fiscalía Provincial de Valencia, escritora.

## Biografía
Se licenció en la carrera de Derecho por la Universidad de Valencia en el año 1989 y fiscal desde 1992. Comenzó ejerciendo como Fiscal en materia penal y de protección de menores en la Fiscalía de la Audiencia Provincial de Castellón en 1993. Entre 1993 a 2008 desempeñó el cargo de Fiscal del Tribunal Superior de Justicia de Valencia adscrita primero en Gandía y después en Valencia, perteneciendo a la sección de Violencia sobre la mujer y las secciones especiales de Jurado, Víctimas del Delito y Delitos tecnológicos.
Fue propuesta por Podemos para ser magistrada del Tribunal Constitucional designada por las Cortes Valencianas en 2017.

## Obra

### Prensa
Susana Gisbert Grifo ha publicado artículos de opinión de corte feminista y jurídico, en distintos medios de comunicación tales como ABC, El Mundo, Levante EMV, Eldiario.es y el Confidencial. También ha publicado en prensa jurídica especializada como Lawpress y en la página WEB UPF. Cuenta con una serie de artículos sobre la violencia de género en la web No más Violencia de Género. Mantiene un blog.

### Publicaciones en colaboración
En su vertiente de escritora ha publicado junto con otros escritores tres colecciones de relatos bajo el nombre de Bibliocafé. Estos son: Sesión Continua, Animales en su Tinta y Último encuentro en Bibliocafé. También es coautora de tres publicaciones del colectivo literario Valencia Escribe: El tiempo y la vida (2016), Relatos con banda sonora  (2017) y Galería de cuentos (2017). 

### Publicaciones en solitario
- Mar de Lija  (2016). Es una colección de relatos  con la violencia de género como telón de fondo sobre las situaciones que deben atravesar varias mujeres para sobrevivir en la sociedad actual.[8]
- Descontando hasta cinco (2017) su primera novela. Describe el particular mundo de cinco amigas, una obra de intriga y suspense sobre mujeres víctimas de la violencia machista.[9]
- Remos de plomo (2018), una antología de sus relatos.[10]
- Balanza de género (2018)[11]
- Caratrista (2019) escrita en valenciano es su primera novela juvenil que narra la historia de Lucía, adolescente que llega a mitad de curso a un instituto. Aborda el problema de la violencia de género y del acoso escolar desde el prisma adolescente.[12]
- No me obligues (2020), tercera novela.[13]

## Premios y distinciones
Ha ganado distintos premios de narrativa entre los que destacan:
- 1er premio VIII certamen de narrativa breve del Ayuntamiento de Valencia, 2009 (Sección de la Mujer, Concejalía de Bienestar social).[14]
- 2º premio Certamen de Narrativa Breve Fundación Hugo Zárate 2009.[15]
- 1er premio Certamen de Narrativa Carolina Planells Contra la Violencia de Género 2012.[8]
- 1ª premio Certamen de Relatos Cortos “Mujeres” 2013 de la Concejalía de Cultura del Ayuntamiento de Benetússer.[1]